# Феодор Иорданский
Феодор Иорданский (Феодор Пустынник; VI век) — христианский отшельник, почитаемый в лике преподобных. Память совершается в Православной церкви 5 (18) июня, в Католической церкви 5 июня.

## Жизнеописание
Феодор был скопцом и в юности оставил мирскую жизнь, принял монашество и удалился в Иорданскую пустыню.
Согласно жития за свою богоугодную жизнь он получил дар чудотворения. Димитрий Ростовский сообщает, что во время путешествия Феодора в Константинополь на корабле закончилась еда и вода. Тогда Феодор помолился Господу, перекрестил морскую воду и когда матросы зачерпнули её, то она оказалась пресной. Сделав это, Феодор сказал, что Господь свершил сие чудо не ради него, а ради томимых жаждой моряков.